# Acianthera exdrasii
Acianthera exdrasii é  uma espécie de orquídea (Orchidaceae) do Rio de Janeiro, Brasil.

## Publicação e sinônimos
- Acianthera exdrasii (Luer & Toscano) Luer, Monogr. Syst. Bot. Missouri Bot. Gard. 95: 253 (2004).

Sinônimos homotípicos:
- Pleurothallis exdrasii Luer & Toscano, Selbyana 23: 183 (2002).